# Drosophila sphaerocera
Drosophila sphaerocera är en tvåvingeart som beskrevs av Thomson 1869. Drosophila sphaerocera ingår i släktet Drosophila och familjen daggflugor.
Artens utbredningsområde är Argentina och Chile.